# Великозалесье
Великозалесье (укр. Великозалісся) — село в Каменец-Подольском районе Хмельницкой области Украины.
Население по переписи 2001 года составляло 502 человека. Почтовый индекс — 32323. Телефонный код — 3849.

## История
В 1946 г. указом ПВС УССР село Большие Армяне переименовано в Великозалесье.

## Местный совет
32323, Хмельницкая обл., Каменец-Подольский р-н, с. Великозалесье